# Захарук Олександр Валерійович
Захарук Олександр Валерійович (нар. 25 серпня 1976, м.Київ) — український спортсмен (вільна боротьба), 5-разовий чемпіон Європи (1997—2000, 2006), бронзовий призер чемпіонатів світу (1999, 2002, 2003), 5-е місце на Олімпійських іграх (2000), 7-е місце на Олімпійських іграх (2004). Тренер — Михайло Чаповський.

## Приватне життя
Дружина — Марина. Діти: Назар та Лєра.

## Спортивні результати на міжнародних змаганнях

### Виступи на Олімпіадах
| Змагання                    | Збірна  | Вагова категорія          | Місце |
| --------------------------- | ------- | ------------------------- | ----- |
| Літні Олімпійські ігри 2000 | Україна | вільна боротьба, до 54 кг | 5     |
| Літні Олімпійські ігри 2004 | Україна | вільна боротьба, до 55 кг | 7     |

### Виступи на Чемпіонатах світу
| Змагання                        | Збірна  | Вагова категорія          | Місце  |
| ------------------------------- | ------- | ------------------------- | ------ |
| Чемпіонат світу з боротьби 1997 | Україна | вільна боротьба, до 54 кг | 4      |
| Чемпіонат світу з боротьби 1998 | Україна | вільна боротьба, до 54 кг | 11     |
| Чемпіонат світу з боротьби 1999 | Україна | вільна боротьба, до 54 кг | Бронза |
| Чемпіонат світу з боротьби 2001 | Україна | вільна боротьба, до 54 кг | 14     |
| Чемпіонат світу з боротьби 2002 | Україна | вільна боротьба, до 55 кг | Бронза |
| Чемпіонат світу з боротьби 2003 | Україна | вільна боротьба, до 55 кг | Бронза |

### Виступи на Чемпіонатах Європи
| Змагання                         | Збірна  | Вагова категорія          | Місце  |
| -------------------------------- | ------- | ------------------------- | ------ |
| Чемпіонат Європи з боротьби 1997 | Україна | вільна боротьба, до 54 кг | Золото |
| Чемпіонат Європи з боротьби 1998 | Україна | вільна боротьба, до 54 кг | Золото |
| Чемпіонат Європи з боротьби 1999 | Україна | вільна боротьба, до 54 кг | Золото |
| Чемпіонат Європи з боротьби 2000 | Україна | вільна боротьба, до 54 кг | Золото |
| Чемпіонат Європи з боротьби 2003 | Україна | вільна боротьба, до 55 кг | 10     |
| Чемпіонат Європи з боротьби 2006 | Україна | вільна боротьба, до 55 кг | Золото |

### Виступи на Кубках світу
| Змагання                    | Збірна  | Вагова категорія          | Місце  |
| --------------------------- | ------- | ------------------------- | ------ |
| Кубок світу з боротьби 2000 | Україна | вільна боротьба, до 54 кг | Бронза |

### Виступи на інших змаганнях
| Змагання                                | Збірна  | Вагова категорія          | Місце  |
| --------------------------------------- | ------- | ------------------------- | ------ |
| Тестовий турнір FILA 1998               | Україна | вільна боротьба, до 54 кг | Золото |
| Гран-прі Німеччини з боротьби 1998      | Україна | вільна боротьба, до 54 кг | Золото |
| Всесвітні ігри військовослужбовців 1999 | Україна | вільна боротьба, до 58 кг | 7      |

### Виступи на змаганнях молодших вікових груп
| Змагання                                      | Збірна  | Вагова категорія          | Місце  |
| --------------------------------------------- | ------- | ------------------------- | ------ |
| Чемпіонат світу з боротьби серед юніорів 1994 | Україна | вільна боротьба, до 54 кг | 8      |
| Чемпіонат світу з боротьби серед молоді 1995  | Україна | вільна боротьба, до 52 кг | Бронза |